# Phyllodromica trivittata
Phyllodromica trivittata är en kackerlacksart som först beskrevs av Jean Guillaume Audinet Serville 1839.  Phyllodromica trivittata ingår i släktet Phyllodromica och familjen småkackerlackor. Inga underarter finns listade i Catalogue of Life.